# LEGO Batman 2: DC Super Heroes
LEGO Batman 2: DC Super Heroes is een Action-adventure computerspel uit 2012, gebaseerd op het speelgoed van LEGO en de DC Comics-personages. 
Het spel werd ontwikkeld door Traveller's Tales, en werd in Europa tegelijk uitgebracht voor Microsoft Windows, PlayStation 3, PlayStation Vita, Nintendo 3DS, Wii, Nintendo DS, Xbox 360, Wii U, iOS, OS X en Ouya.
In november 2014 verscheen een vervolg op dit spel: LEGO Batman 3: Beyond Gotham.

## Gameplay
Het spel speelt zich af in een open-wereld. Terwijl men de wereld uit het spel verkend, krijgt de speler de kans om een level te spelen. Het spel bevat 70 speelbare personage's uit de DC Comics, waaronder Batman, Robin, Superman, The Flash, Wonder Woman en Superman. Elk personage heeft zijn eigen speciale vaardigheden die de speler nodig heeft om verder te komen in de levels en om puzzels op te lossen.

## Ontvangst
Het spel werd door de critici positief ontvangen.
| Beoordeeld door | Jaar | Platform | Score  |
| --------------- | ---- | -------- | ------ |
| IGN             | 2012 | PS3      | 8.5/10 |
| InsideGamer     | 2012 | Xbox 360 | 8/10   |
| Metacritic      | 2012 | PC       | 81/100 |
| XGN             | 2012 | Xbox 360 | 8/10   |
| Power Unlimited | 2012 | PS Vita  | 69/100 |
| Gamersnet       | 2012 | Wii U    | 7.5/10 |
| Eurogamer       | 2012 | Xbox 360 | 9/10   |
| Trusted Reviews | 2012 | PS3      | 8/10   |

## Stemacteurs
| Personage            | Stemacteur              |
| -------------------- | ----------------------- |
| Bruce Wayne / Batman | Troy Baker              |
| Robin / Tim Drake    | Charlie Schlatter       |
| Joker                | Christopher Corey Smith |
| Harley Quinn         | Laura Bailey            |
| Superman             | Travis Willingham       |
| Wonder Woman         | Laura Bailey            |
| Green Lantern        | Cam Clarke              |
| Flash                | Charlie Schlatter       |
| Martain Manhunter    | Cam Clarke              |
| Cyborg               | Brain Bloom             |
| Riddler              | Rob Paulsen             |
| Penguin              | Steve Blum              |
| Mr. Freeze           | Townsend Coleman        |
| Poison Ivy           | Laura Bailey            |
| Bane                 | Steve Blum              |
| Ra's al Ghul         | Steve Blum              |
| Lex Luthor           | Clancy Brown            |
| Brainiac             | Troy Baker              |
| Alfred Pennyworth    | Steve Blum              |
| Two-Face             | Troy Baker              |
| Hawkgirl             | Kari Wahlgren           |
| Huntress             | Kari Wahlgren           |
| Batgirl              | Kari Wahlgren           |
| Black Canary         | Kari Wahlgren           |
| Zatanna              | Kari Wahlgren           |
| Sinestro             | Troy Baker              |
| Hawkman              | Troy Baker              |
| Scarecrow            | Nolan North             |
| Captain Boomerang    | Nolan North             |
| Hush                 | Nolan North             |
| Aquaman              | Brian Bloom             |
| Bizarro              | Travis Willingham       |
| Gorilla Grodd        | Travis Willingham       |
| Captain Marvel       | Travis Willingham       |
| Captain Cold         | Steve Blum              |
| Damian Wayne         | Charlie Schlatter       |
| Clayface             | Fred Tatasciore         |
| Killer Croc          | Fred Tatasciore         |
| Man-Bat              | Fred Tatasciore         |
| Black Manta          | Fred Tatasciore         |
| Black Adam           | Fred Tatasciore         |
| Nightwing            | Cam Clarke              |
| Mad Hatter           | Townsend Coleman        |
| Commissaris Gordon   | Townsend Coleman        |
| General Zod          | Townsend Coleman        |
| Lois Lane            | Bridget Hoffman         |
| Supergirl            | Bridget Hoffman         |
| Catwoman             | Katherine Von Till      |
| Batcomputer          | Katherine Von Till      |
| Vicki Vale           | Anna Vocino             |
| Katana               | Anna Vocino             |
| Killer Moth          | Joseph Balderrama       |